# Eva Fastag
Eva Fastag, née à Varsovie le 3 avril 1917 et morte en Israël le 12 août 2021, est une résistante juive qui s'est illustrée durant la Seconde Guerre mondiale au camp de rassemblement de la Caserne Dossin à Malines.

## Biographie
Eva Fastag est née à Varsovie en Pologne, le 3 avril 1917. En 1919, sa famille émigre vers Anvers. Elle sera inscrite en primaire dans une école néerlandophone et fera ses humanités en français. Elle travaillera tout d'abord comme secrétaire pour une compagnie maritime, puis pour une compagnie d'assurance belge. Seule employée juive, son patron acceptera néanmoins qu'elle continue à travailler pour l'entreprise pour peu qu'elle n'y portât pas l'étoile juive. En 1940, elle rencontre Abraham Dobruszkes. Tentant de s'enfuir avec sa première femme vers l'Angleterre, leur bateau fut bombardé et sa femme fut tuée. Arrêté en octobre 1942, il doit son salut à ses compétences d'électricien. En remerciement des services rendus à la caserne Dossin, il est nommé opérateur radio et échappe ainsi à la déportation. Ayant accès à l'extérieur, il fait entrer à la caserne cisailles et tenailles qui serviront à bien des évasions des convois de déportation dont le Convoi no 20 du 19 avril 1943 dont l'assaut fut mené par Youra Livchitz, Jean Franklemon et Robert Maistriau. Eva Fastag avait été raflée le 27 juillet 1942, à Anvers tandis qu'elle descendait du train en provenance de Bruxelles. Elle fut transférée à Breendonk où elle fut sélectionnée, avec une dizaine d'autres, en sa qualité de secrétaire polyglotte maîtrisant parfaitement l'allemand. Les autres Juifs seront déportés avec le premier convoi de déportation à quitter la Belgique (Convoi no 1 du 4 août 1942). Elle travaillera deux années à la Caserne Dossin, où elle rédigera les listes de déportés. Résistante, elle réunira dans un même wagon les personnes les plus susceptibles de s'en évader. Eva Fastag fut libérée le 9 juin 1944, trois jours après le débarquement allié dans le cadre d'un échange avec des prisonniers allemands détenus en Palestine mandataire,,.
En 2008, elle adresse une lettre à Simone Veil pour revenir sur un épisode qu'elle décrit dans son dernier ouvrage. En 2019, Pieter Serrien publie son témoignage dans un ouvrage en néerlandais sous-titré « Comment j'ai survécu à la Caserne Dossin et à la Shoah ». À 102 ans, elle décide de témoigner parce qu'elle veut absolument s'assurer que la jeune génération soit au courant.